# Olavo II da Dinamarca

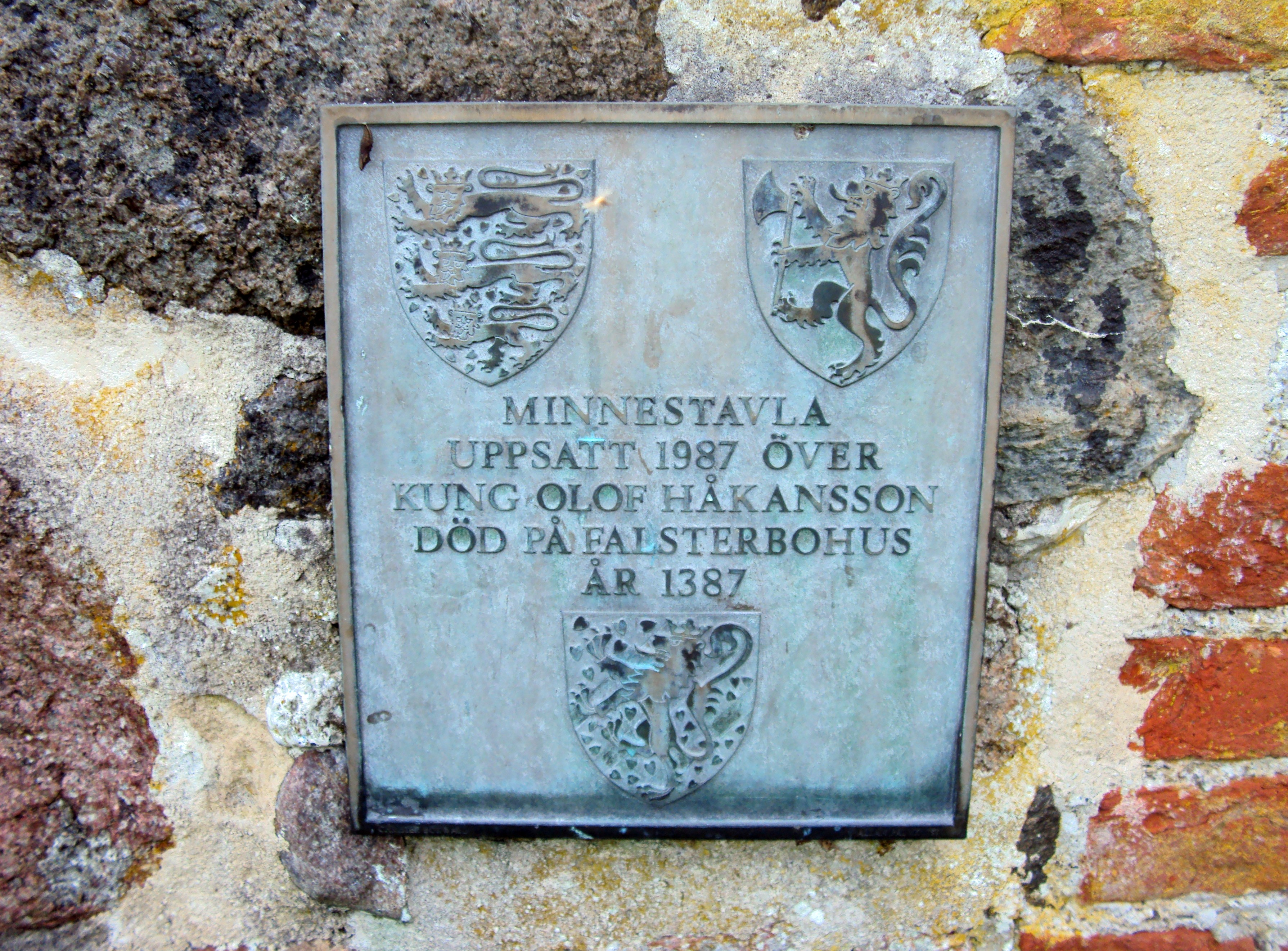
Placa comemorativa do Rei Olavo no local de sua morte

Olavo II da Dinamarca (Dezembro de 1370 – 3 de agosto de 1387) foi rei da Dinamarca como Olavo II (embora ocasionalmente referido como Olavo III) a partir de 1376 e rei da Noruega como Olav IV de 1380 até sua morte. Olavo era filho da rainha Margarida I da Dinamarca e do rei Haakon VI da Noruega, e neto dos reis Magno IV da Suécia e Valdemar IV da Dinamarca.

## Reinado
Quando seu avô Valdemar IV da Dinamarca morreu, Olavo tinha apenas cinco anos de idade. Ele foi proclamado rei da Dinamarca por um Danehof em Slagelse no ano seguinte. Sua mãe, a rainha Margarida, serviria como regente devido à sua pouca idade. Sua proclamação incluiu o título de "verdadeiro herdeiro da Suécia" acrescentado por insistência de sua mãe, uma vez que tanto seu pai quanto seu avô paterno, Magno IV, haviam sido reis da Suécia até serem obrigados a abdicar. Olavo foi aclamado rei na Escânia, incluindo as cidades controladas pela Liga Hanseática desde o Tratado de Stralsund em 1370. A rainha Margarida assinou uma carta de coroação em nome de Olavo, que era jovem demais para governar até atingir a maioridade aos quinze anos. Na carta, Olavo concordou em se reunir com o Danehof pelo menos uma vez por ano e devolver propriedades que seu avô Valdemar IV havia confiscado durante seu reinado.
Olavo tornou-se rei da Noruega com a morte de seu pai em 1380. Mesmo quando atingiu a maioridade em 1385, sua mãe governou através dele. Com sua ascensão ao trono norueguês, Dinamarca e Noruega foram assim unidas em uma união pessoal governada a partir da Dinamarca. Dinamarca e Noruega teriam o mesmo rei, com exceção de curtos interregnos, até a independência da Noruega da Dinamarca em 1814, como resultado do Tratado de Kiel.[carece de fontes?]

## Morte e consequências
Olavo morreu inesperadamente em Falsterbo em agosto de 1387, aos 16 anos de idade. Ele foi sepultado na Abadia de Sorø na ilha dinamarquesa da Zelândia, onde seu avô e, posteriormente, sua mãe também foram enterrados. Rumores surgiram imediatamente de que Olavo teria sido envenenado. Após a morte do filho, Margarida uniu os três reinos escandinavos em uma união pessoal. Depois de Olavo, nenhum rei norueguês nasceria em solo norueguês por mais de 550 anos, até Haroldo V, nascido em 1937, tornar-se rei em 1991. A morte de Olavo também marcou o fim da linha masculina da Casa de Bjälbo. Em 2015, Jørgen Lange Thomsen, um especialista forense, propôs a teoria de que Olavo II morreu de Síndrome de Brugada.
Em 1402, ele foi personificado pelo Falso Olavo.[carece de fontes?]

## Outras fontes
- Albrectsen, Esben Danmark-Norge 1380–1814. B. 1 Fællesskabet bliver til : 1380–1536 (Danske historiske forening, 1981)